# Episodi di X-Files (quinta stagione)
La quinta stagione della serie televisiva X-Files è andata in onda negli Stati Uniti su FOX dal 2 novembre 1997 al 17 maggio 1998.
In Italia è stata trasmessa su Italia 1 dal 22 febbraio 1998 al 14 marzo 1999. Nella sua prima trasmissione italiana non è stato seguito l'ordine cronologico originale degli episodi.
| nº | Titolo originale           | Titolo italiano          | Prima TV USA     | Prima TV Italia  |
| -- | -------------------------- | ------------------------ | ---------------- | ---------------- |
| 1  | Redux                      | Redux I                  | 2 novembre 1997  | 3 maggio 1998    |
| 2  | Redux II                   | Redux II                 | 9 novembre 1997  | 10 maggio 1998   |
| 3  | Unusual Suspects           | Insoliti sospetti        | 16 novembre 1997 | 19 aprile 1998   |
| 4  | Detour                     | Minaccia territoriale    | 23 novembre 1997 | 22 febbraio 1998 |
| 5  | The Post-Modern Prometheus | Prometeo post-moderno    | 30 novembre 1997 | 24 maggio 1998   |
| 6  | Christmas Carol            | Emily I                  | 7 dicembre 1997  | 6 dicembre 1998  |
| 7  | Emily                      | Emily II                 | 14 dicembre 1997 | 13 dicembre 1998 |
| 8  | Kitsunegari                | L'ideogramma             | 4 gennaio 1998   | 24 maggio 1998   |
| 9  | Schizogeny                 | Schizofrenia             | 11 gennaio 1998  | 20 dicembre 1998 |
| 10 | Chinga                     | Chinga                   | 8 febbraio 1998  | 10 gennaio 1999  |
| 11 | Kill Switch                | Intelligenza artificiale | 15 febbraio 1998 | 27 dicembre 1998 |
| 12 | Bad Blood                  | Vampiri                  | 22 febbraio 1998 | 17 gennaio 1999  |
| 13 | Patient X                  | La paziente X            | 1º marzo 1998    | 24 gennaio 1999  |
| 14 | The Red and the Black      | Il rosso e il nero       | 8 marzo 1998     | 31 gennaio 1999  |
| 15 | Travelers                  | Cavie                    | 29 marzo 1998    | 7 febbraio 1999  |
| 16 | Mind's Eye                 | Gli occhi della mente    | 19 aprile 1998   | 14 febbraio 1999 |
| 17 | All Souls                  | Angeli caduti            | 26 aprile 1998   | 21 febbraio 1999 |
| 18 | The Pine Bluff Variant     | Il contagio              | 3 maggio 1998    | 28 febbraio 1999 |
| 19 | Folie a Deux               | Follia a due             | 10 maggio 1998   | 7 marzo 1999     |
| 20 | The End                    | La fine                  | 17 maggio 1998   | 14 marzo 1999    |

## Redux I
- Titolo originale: Redux
- Diretto da: R.W. Goodwin
- Scritto da: Chris Carter

### Trama
Scully aiuta Mulder a inscenare la sua morte, ma è posta sotto stretto controllo; Skinner è sospettato come il traditore interno all'FBI; Mulder (creduto morto) riesce a infiltrarsi nel Dipartimento della Difesa per recuperare la possibile cura alla malattia di Dana, che nel frattempo sta peggiorando, ma nel farlo si trova di fronte alla verità sugli alieni a cui ha dato la caccia per anni. Effettivamente i racconti di Kritschgau erano parte della menzogna, essendo questi un membro del cosiddetto "Consorzio" di cui fa parte anche l'Uomo che Fuma.
- Altri interpreti: Mitch Pileggi (Walter Skinner), William B. Davis (L'Uomo che Fuma), Charles Cioffi (Scott Blevins), John Finn (Michael Kritschgau), Steve Makaj (Scott Ostelhoff), Barry W. Levy (Dott. Vitagliano), Willy Ross ("Quiet Willy"), Don S. Williams (Primo Anziano), Bruce Harwood (John Fitzgerald Byers), Dean Haglund (Richard Langly), Tom Braidwood (Melvin Frohike), Arnie Walters (Padre McCue), Megan Leitch (Samantha Mulder), Sheila Larken (Margaret Scully), Pat Skipper (Bill Scully Jr.).
- Note: questo episodio è il seguito di Getsemani e continua nel successivo episodio Redux II.

## Redux II
- Titolo originale: Redux II
- Diretto da: R.W. Goodwin
- Scritto da: Chris Carter

### Trama
Mentre Scully si trova sul letto di morte, l'Uomo che fuma prende una decisione importante per aiutare Mulder. Nel tentativo di convincerlo a lasciare l'FBI e a entrare nel Consorzio, lo aiuta a uscire dal Dipartimento della Difesa con il vaccino per Dana e gli fa pure rincontrare sua sorella (che nell'occasione gli spiega come sia lo stesso Uomo che Fuma il suo vero padre, e non il deceduto padre di Fox). L'operazione non piace all'interno del Consorzio, dove viene ordinato a un cecchino di provvedere immediatamente. Nell'ultima udienza interna, Mulder accusa Blevin di essere parte del progetto di tradimento perpetrato ai danni della popolazione (sollevando così Skinner da ogni dubbio). Blevin, scoperto, viene eliminato dal Consorzio. In ospedale Dana, sottoposta alla cura trovata da Mulder al Dipartimento della Difesa comincia a migliorare. Nel frattempo il cecchino uccide l'Uomo che Fuma (anche se il cadavere non viene ritrovato).
- Altri interpreti: Mitch Pileggi (Walter Skinner), William B. Davis (L'Uomo che fuma), Charles Cioffi (Scott Blevins), John Finn (Michael Kritschgau), Steve Makaj (Scott Ostelhoff), Barry W. Levy (Dott. Vitagliano), Willy Ross ("Quiet Willy"), Don S. Williams (Primo Anziano), Bruce Harwood (John Fitzgerald Byers), Dean Haglund (Richard Langly), Tom Braidwood (Melvin Frohike), Arnie Walters (Padre McCue), Megan Leitch (Samantha Mulder), Sheila Larken (Margaret Scully), Pat Skipper (Bill Scully Jr.).
- Note: questo episodio è il seguito di Redux I.

## Insoliti sospetti
- Titolo originale: Unusual Suspects
- Diretto da: Kim Manners
- Scritto da: Vince Gilligan

### Trama
Vengono raccontate le origini dei Pistoleri Solitari. Nel 1989, a una fiera dell'informatica, due venditori di computer e un impiegato federale uniscono le forze quando incontrano Suzanne Modeski, una donna che afferma di essere perseguitata dal suo violento ex fidanzato, un agente dell'FBI di nome Fox Mulder. Si scopre così il modo in cui Mulder incontra i suoi tre fedeli alleati.
- Altri interpreti: Richard Belzer (Detective John Munch), Signy Coleman (Susanne Modeski), Bruce Harwood (John Fitzgerald Byers), Dean Haglund (Richard Langly), Tom Braidwood (Melvin Frohike), Steven Williams (Mister X).

## Minaccia territoriale
- Titolo originale: Detour
- Diretto da: Dowler Brett
- Scritto da: Frank Spotnitz

### Trama
Sulla strada per un convegno dell'FBI in Florida, Mulder e Scully si fermano ad aiutare la polizia locale nelle indagini sulla misteriosa scomparsa di tre persone nel bosco, dove sembra nascondersi una coppia di umanoidi invisibili.
- Altri interpreti: Scott Burkholder (Agente Michael Kinsley), JC Wendel (Agente Carla Stonecypher), Colleen Flynn (Agente Michele Fazekas), Anthony Rapp (Jeff Glaser), Alf Humphreys (Michael Asekoff), Merrilyn Gann (Sig.ra Asekoff), Tyler Thompson (Louis Asekoff).

## Prometeo post-moderno
- Titolo originale: The Post-Modern Prometheus
- Diretto da: Chris Carter
- Scritto da: Chris Carter

### Trama
Una lettera di una madre single conduce Mulder e Scully in una piccola città del Midwest, dove sembra aggirarsi una versione moderna del mostro di Frankenstein, un medico conduce strani esperimenti e Jerry Springer è una vera e propria ossessione.
- Altri interpreti: Chris Owens (il Grande Mutato), Stewart Gale (Izzy Berkowitz), Pattie Tierce (Shaineh Berkowitz), Chris Giacoletti (Booger), Dana Grahame (Giornalista), John O'Hurley (Dott. Francis Pollidori), Miriam Smith (Elizabeth Pollidori), Lloyd Berry (Anziano Pollidori), Tracey Bell (Cher), Jerry Springer (se stesso).
- Note: l'episodio, girato in bianco e nero, costituisce un omaggio al romanzo Frankenstein, o il moderno Prometeo di Mary Shelley e alle sue versioni cinematografiche, nonché al romanzo L'isola del dottor Moreau di H. G. Wells.

## Emily I
- Titolo originale: Christmas Carol
- Diretto da: Peter Markle
- Scritto da: Vince Gilligan, John Shiban e Frank Spotnitz

### Trama
A casa per le vacanze di Natale, Scully partecipa alle indagini su un presunto suicidio avvenuto nelle vicinanze. La figlia della vittima, di circa 3 anni, somiglia in maniera incredibile alla defunta sorella di Dana, per cui quest'ultima ordina un test del DNA. Nel frattempo si scopre che il suicidio è in realtà un omicidio, inscenato a regola d'arte: strani membri di una ditta farmaceutica cercano di somministrare varie cure alla bambina, affetta da una rara forma di anemia, cui la madre legale si era opposta. A fine episodio si scopre che la bambina non è la figlia di Melissa Scully, bensì di Dana stessa.
- Altri interpreti: Pat Skipper (Bill Scully Jr.), Sheila Larken (Margaret Scully), Karri Turner (Tara Scully), John Pyper-Ferguson (Detective Kresge), Rob Freeman (Marshall Sim), Lauren Diewold (Emily Sim), Melinda McGraw (Melissa Scully), Gerard Plunkett (Dott. Ernest Calderon), Joey Shea (Dana Scully nel 1968), Ryan de Boer (Bill Scully Jr. nel 1968), Zoë Anderson (Dana Scully nel 1976), Rebecca Codling (Melissa Scully nel 1976).
- Note: la storia continua nel successivo episodio Emily II.

## Emily II
- Titolo originale: Emily
- Diretto da: Kim Manners
- Scritto da: Vince Gilligan, John Shiban e Frank Spotnitz

### Trama
Fox Mulder raggiunge Dana, spiegandole la scoperta intorno a sua figlia: quando fu rapita le vennero asportati degli ovuli, che furono poi fecondati in laboratorio al fine di testare ibridi umani-alieni. Questa pratica era comune a tutte le donne abdotte, la casa farmaceutica in cui la bambina è in cura è in realtà collusa col Consorzio, che la usa come organismo di monitoraggio. Le condizioni della bambina peggiorano a causa dei vari interventi del Consorzio e del cacciatore di taglia alieno, finché la stessa muore. Mulder e Scully raccolgono informazioni sui vari attori coinvolti per avanzare con le indagini.
- Altri interpreti: Lauren Diewold (Emily Sim), Pat Skipper (Bill Scully Jr.), Sheila Larken (Margaret Scully), Karri Turner (Tara Scully), Tom Braidwood (Melvin Frohike), John Pyper-Ferguson (Detective Kresge), Patricia Dahlquist (Susan Chambliss), Gerard Plunkett (Dott. Ernest Calderon).
- Note: questo episodio è il seguito di Emily I.

## L'ideogramma
- Titolo originale: Kitsunegari
- Diretto da: Daniel Sackheim
- Scritto da: Vince Gilligan e Tim Minear

### Trama
Quando "Pusher" Modell evade dal carcere, Mulder e Scully accorrono per catturarlo prima che possa vendicarsi del suo bersaglio preferito, l'agente Mulder.
- Altri interpreti: Mitch Pileggi (Walter Skinner), Robert Wisden (Robert Patrick Modell), Michael Dobson (US Marshall), Kurt Evans (Todd), Jill Krop (Giornalista), Diana Scarwid (Linda Bowman).
- Note: il personaggio di Modell era già apparso nell'episodio Il persuasore. Il titolo originale "Kitsunegari" significa "Caccia alla volpe" ("Fox hunt") in lingua giapponese.

## Schizofrenia
- Titolo originale: Schizogeny
- Diretto da: Ralph Hemecker
- Scritto da: Jessica Scott e Mike Wollaeger

### Trama
Un adolescente è sospettato di aver ucciso suo padre ma Mulder e Scully si convincono che possa essere innocente e che una terribile forza maligna agisca nella comunità. Il bosco infatti, tramite una strana donna, sembra possa muoversi, sanguinare e inghiottire gli esseri umani.
- Altri interpreti: Bob Dawson (Phil Rich), Cynde Harmon (Patti Rich), Chad Lindberg (Bobby Rich), Katharine Isabelle (Lisa Baiocchi), Gardiner Millar (Eugene Baiocchi), George Josef (John Ramirez), Myles Ferguson (Joey Agostino), Sarah-Jane Redmond (Karin Matthews), Kate Robbins (Linda Baiocchi).

## Chinga
- Titolo originale: Chinga
- Diretto da: Kim Manners
- Scritto da: Stephen King e Chris Carter

### Trama
Scully, in vacanza nel Maine, si imbatte in uno strano caso in cui le vittime sembrano essersi autoinflitte delle ferite, su pressione di una giovane ragazza.
- Altri interpreti: Susannah Hoffman (Melissa Turner), Jenny-Lynn Hutcheson (Polly Turner), Carolyn Tweedle (Jane Froelich), Gordan Tipple (Assistant Manager), Harrison Coe (Dave il pescivendolo), Larry Musser (Jack Bonsaint), William MacDonald (Buddy Riggs), Dean Wray (Rich Turner).

## Intelligenza artificiale
- Titolo originale: Kill Switch
- Diretto da: Rob Bowman
- Scritto da: William Gibson e Tom Maddox

### Trama
Mentre indagano sulle strane circostanze della morte di un solitario genio del computer, famoso per il suo lavoro sull'intelligenza artificiale, Mulder e Scully diventano il bersaglio di un computer omicida capace di ogni tipo di tortura e scopriranno che esistono macchine che hanno ben più di qualcosa di umano.
- Altri interpreti: Bruce Harwood (John Fitzgerald Byers), Dean Haglund (Richard Langly), Tom Braidwood (Melvin Frohike), Patrick Keating (Donald Gelman), Peter Williams (Jackson), Rob Daprocida (Bunny), Jerry Schram (Gerald Boyce), Dan Weber (Charles Figgis), Kristin Lehman (Esther Nairn), Stephen Collins (Cyril Pollard).
- Note: l'episodio è stato scritto dai due scrittori pionieri del cyberpunk William Gibson e Tom Maddox, che saranno anche autori dell'episodio della settima stagione High-tech.

## Vampiri
- Titolo originale: Bad Blood
- Diretto da: Cliff Bole
- Scritto da: Vince Gilligan

### Trama
Mentre indaga su un caso di dissanguamento in Texas, Mulder uccide un ragazzo scambiato per un vampiro. In attesa di un incontro con Skinner, Mulder e Scully cercano di ricostruire il caso confrontando le loro versioni di ciò che è successo durante l'indagine.
- Altri interpreti: Mitch Pileggi (Walter Skinner), Luke Wilson (Sceriffo Hartwell), Patrick Renna (Ronnie Strickland), Forbes Angus (Direttore onoranze funebri), Marion Killinger (Detective), David Major (Vampiro), Brent Butt (Medico legale).
- Note: Gillian Anderson ha indicato questo episodio come uno dei suoi preferiti.[senza fonte]

## La paziente X
- Titolo originale: Patient X
- Diretto da: Kim Manners
- Scritto da: Chris Carter e Frank Spotnitz

### Trama
In Kazakistan alcune persone vengono bruciate vive da una forza extraterrestre. Intervenuta in loco, la delegata delle Nazioni Unite Marita Covarrubias vi trova Krycek che rapisce un ragazzo, unico testimone dell'evento. Scully stringe un legame con Cassandra Spender, una donna che sostiene di essere stata rapita dagli alieni, mentre Mulder sembra non credere più nella cospirazione aliena. Il figlio di Cassandra, Jeffrey, è un collega di Mulder e Scully all'FBI, e prega i due agenti di ignorare la madre, nel timore che le sue testimonianze sugli alieni possano fargli perdere credibilità all'interno del bureau.
Krycek sottopone il ragazzo sopravvissuto agli esperimenti col cancro nero nel gulag russo, per poi rapirlo e portarlo negli USA e ricattare il Consorzio. Un altro episodio scuote gli Stati Uniti dove alcune persone, accorse sulle Skyland Mountains (dove Dana era stata rapita), vengono bruciate da alcuni alieni senza occhi e bocca. Il Consorzio scopre che questi sono un gruppo di alieni che lavora per sabotare il progetto di colonizzare la Terra e per rendere pubbliche le informazioni a questo riguardo. Dana accompagna Cassandra Spender ad un altro raduno dove le vittime vengono nuovamente bruciate.
- Altri interpreti: Nicholas Lea (Alex Krycek), Laurie Holden (Marita Covarrubias), Chris Owens (Jeffrey Spender), Veronica Cartwright (Cassandra Spender), Don S. Williams (Primo Anziano), John Moore (Terzo Anziano), Brian Thompson (Cacciatore di taglie alieno), John Neville (L'Uomo dalle mani curate), Willy Ross ("Quiet Willy"), Jim Jansen (Heitz Werber), Alex Shostak Jr. (Dmitri), Ron Halder (Dott. Floyd Fazio), Max Wyman (Dott. Lagerqvist), Barbara Dyke (Dott.ssa Alepin).
- Note: la storia continua nel successivo episodio Il rosso e il nero. Questo episodio segna la prima apparizione del personaggio di Jeffrey Spender.

## Il rosso e il nero
- Titolo originale: The Red and the Black
- Diretto da: Kim Manners
- Scritto da: Chris Carter e Frank Spotnitz

### Trama
Uno strano individuo in esilio nelle montagne canadesi, scrive una lettera all'agente Spender all'FBI. Dopo l'ultima strage su cui si chiudeva l'episodio precedente, Mulder e Skinner ritrovano Dana dispersa nei boschi vicini senza memoria. Mulder sottopone Scully a ipnosi regressiva per conoscere la verità: Cassandra è stata prelevata da un UFO. Marita Covarrubias (che si scopre avere una relazione con Krycek) prende in consegna il ragazzo kazako infettato col cancro nero e prova a consegnarlo a Mulder. Il ragazzo però si libera, infetta Marita (che viene prelevata dal Consorzio) e scappa. A causa di ciò, Krycek chiede aiuto a Mulder, rinforzando le sue convinzioni sulla cospirazione aliena. Il Consorzio decide di velocizzare i suoi test per il vaccino contro il virus alieno. Uno degli alieni ribelli viene catturato in una base americana, e il Consorzio decide di consegnarlo al cacciatore di taglie. Mulder prova ad intervenire ma non riesce ad evitare la cattura. L'agente Covarrubias, sottoposta al vaccino contro il cancro nero, guarisce, dando al Consorzio una nuova arma di scambio da utilizzarsi con e/o contro i colonizzatori alieni.
Nella scena finale si scopre che l'uomo in esilio, altri non è che l'uomo che fuma, evidentemente sopravvissuto all'attentato nei suoi confronti.
- Altri interpreti: Mitch Pileggi (Walter Skinner), Chris Owens (Jeffrey Spender), Veronica Cartwright (Cassandra Spender), Nicholas Lea (Alex Krycek), Laurie Holden (Marita Covarrubias), William B. Davis (L'Uomo che fuma), John Neville (L'Uomo dalle mani curate), Don S. Williams (Primo Anziano), George Murdock (Secondo Anziano), John Moore (Terzo Anziano), Willy Ross ("Quiet Willy"), Brian Thompson (Cacciatore di taglie alieno), Alex Shostak Jr. (Dmitri), Jim Jansen (Dott. Heitz Werber), Chapelle Jaffe (Dott.ssa Paton), Miehal Suchanek (Giovane Jeffrey Spender).
- Note: questo episodio è il seguito di La paziente X. In questo episodio la scritta "The Truth Is Out There" (La verità è là fuori) al termine della sigla è sostituita dalla scritta "Resist or serve" (Resistere o servire).

## Cavie
- Titolo originale: Travelers
- Diretto da: William A. Graham
- Scritto da: John Shiban e Frank Spotnitz

### Trama
Nel 1990 un uomo viene fortuitamente ucciso da uno sceriffo dopo che in casa sua è stato trovato un cadavere apparentemente essiccato (privo di fluidi corporei). Prima di morire l'uomo menziona Mulder. Fox, al tempo non ancora agente speciale, chiede aiuto e spiegazioni all'ex agente dell'FBI Arthur Dales, che ha indagato su uno dei primi X-Files nel 1950: durante le purghe di McCarthy vengono additati come traditori anche 3 uomini reduci dalla seconda guerra mondiale. Due si suicidano, mentre il terzo (Edward Skur), creduto suicida anch'egli, ricompare a casa sua mentre uno sconvolto agente Dales era li per dare la notizia alla moglie, dopo che lo stesso lo aveva arrestato il giorno precedente. Skur attacca Dales con l'aiuto di uno strano essere aracnoide che gli esce dalla bocca. Dales si salva, ma comincia ad indagare sui curiosi fatti riguardanti Skur. Viene quindi avvicinato da Mulder Sr. che lo informa circa il fatto che su Skur vennero eseguiti esperimenti di trapianti xenomorfi, al fine di creare il soldato perfetto da mettere al servizio degli Stati Uniti. Dales, su pressione dei suoi superiori incontra e fa arrestare Skur, che viene preso in custodia da Mulder Senior e quindi liberato affinché qualcuno porti alla luce il suo caso. Per combinazione, sarà suo figlio, Fox Mulder, a indagare sulla faccenda. Questo darà lo spunto a Fox per cominciare ad indagare sugli X-Files, quarant'anni dopo.
- Altri interpreti: Darren McGavin (Arthur Dales), Fredric Lane (Giovane Arthur Dales), Garret Dillahunt (Edward Skur), Eileen Pedde (Mrs Skur), Brian Leckner (Hayes Michel), David Moreland (Roy Cohn), Dean Aylesworth (Giovane Bill Mulder), Eric W. Gilder (Anziano Edward Skur).
- Note: viene svelata l'origine del termine X-Files associato ai casi irrisolti: si tratta semplicemente di una convenzione interna dell'FBI per l'archiviazione di questi: non essendoci spazio nei classificatori sotto la lettera "I" (irrisolti) vengono catalogati sotto la lettera "X", essendo il cassetto della "X" pressoché vuoto.

## Gli occhi della mente
- Titolo originale: Mind's Eye
- Diretto da: Kim Manners
- Scritto da: Tim Minear

### Trama
Gli agenti Mulder e Scully indagano su un omicidio che sembra essere stato commesso da una donna cieca. Mulder sospetta però che il suo coinvolgimento negli omicidi sia relativo a una sua peculiare abilità, l'occhio della mente.
- Altri interpreti: Lili Taylor (Marty Glenn), Blu Mankuma (Detective Pennock), Richard Fitzpatrick (Gotts), Henri Lubatti (Dott. Wilkenson), Peter Kelamis (Ada Costa).

## Angeli caduti
- Titolo originale: All Souls
- Diretto da: Allen Coulter
- Scritto da: Frank Spotnitz e John Shiban

### Trama
La morte inspiegabile di una bambina con handicap induce Padre McCue a chiedere aiuto a Scully, la cui indagine la conduce a un mistero che anche lei ha paura di capire.
- Altri interpreti: Arnie Walters (Padre McCue), Patti Allan (Sig.ra Kernoff), Eric Keenleyside (Lance Kernof), Emily Perkins (Nefilim), Jody Racicot (Padre Gregory), Lorraine Landry (Vicki Belon), Glenn Morshower (Aaron Starkey), Lauren Diewold (Emily), Bob Wilde (George Vincent Dyer), Tracy Elofson (Serafino).

## Il contagio
- Titolo originale: The Pine Bluff Variant
- Diretto da: Rob Bowman
- Scritto da: John Shiban

### Trama
Scully comincia ad essere sospettosa di Mulder, il cui sempre più strano comportamento le suggerisce che possa essere passato alle dipendenze di qualcuno differente dall'FBI.
- Altri interpreti: Daniel von Bargen (Jacob Haley), Sam Anderson (Leamus), Michael MacRae (August Bremer), Trevor Roald (Martin), Kett Turton (Brit), Douglas Arthurs (Uomo rasato), John B. Lowe (Dott. Leavitt), Michael St. John Smith (Agente CIA).

## Follia a due
- Titolo originale: Folie à Deux
- Diretto da: Kim Manners
- Scritto da: Vince Gilligan

### Trama
Mulder e Scully incontrano un uomo delirante convinto che il suo capo sia un mostro e disposto a pagare qualsiasi prezzo per dimostrarlo. L'uomo prende in ostaggio gli impiegati dell'ufficio in cui lavora e Mulder, l'unico che riesce ad intuire una verità difficile da essere creduta.
- Altri interpreti: Mitch Pileggi (Walter Skinner), Brian Markinson (Gary Lambert), John Apicella (Greg Pincus), Cynthia Preston (Nancy Aaronson), Roger Cross (Agente Rice), Owen Walstrom (Mark Backus), Dmitry Chepovetsky (Supervisore), Leslie Jones (Gretchen Starns), Nancy Kerr (Infermiera), Brenda McDonald (Sig.ra Loach).

## La fine
- Titolo originale: The End
- Diretto da: R.W. Goodwin
- Scritto da: Chris Carter

### Trama
Durante una partita a scacchi fra un bambino prodigio americano ed il campione russo, quest'ultimo viene ucciso da un cecchino. Il caso viene assegnato all'agente Spender, ma è Mulder ad intuire che il vero obbiettivo era il bambino. Krycek preleva l'uomo che fuma dal suo esilio per farlo riarruolare dal Consorzio, affinché risolva la questione. Il bambino, unico del suo genere, è capace di leggere la mente dei suoi interlocutori; il Consorzio è interessato a farlo sparire poiché egli rappresenta l'anello mancante fra l'uomo e l'ibrido umano-alieno che stanno creando. Mentre Mulder viene osteggiato a causa delle sue scoperte al riguardo, l'uomo che fuma brucia il suo ufficio, vanificando anni di indagini e migliaia di prove raccolte, e salvando solo il file inerente a Samantha Mulder. Nel finale l'uomo che fuma confessa all'agente Spender di essere il suo vero padre.
- Altri interpreti: Mitch Pileggi (Walter Skinner), William B. Davis (L'Uomo che fuma), Nicholas Lea (Alex Krycek), Chris Owens (Jeffrey Spender), Mimi Rogers (Diana Fowley), John Neville (L'Uomo dalle mani curate), Bruce Harwood (John Fitzgerald Byers), Dean Haglund (Richard Langly), Tom Braidwood (Melvin Frohike), Jeff Gulka (Gibson Praise), Don S. Williams (Primo Anziano), George Murdock (Secondo Anziano), John Moore (Terzo Anziano), Martin Ferrero (Cecchino), Michael Shamus Wiles (Uomo coi capelli neri), Orest Blajkevitch (Anatole Klebanow).
- Note: questo episodio segna la prima apparizione del personaggio di Diana Fowley. In questo episodio la scritta "The Truth Is Out There" (La verità è là fuori) al termine della sigla è sostituita dalla scritta "The End" (La fine).